# Мързен Ораовец
Мързен Ораовец (на македонска литературна норма: Мрзен Ораовец) е село в централната част на Северна Македония, община Росоман.

## География
Селото е разположено югозападно от Росоман.

## История
Църквата „Свети Никола“ е от 1694 година.
В XIX век Мързен Ораовец е българско село в Тиквешка кааза на Османската империя. В „Етнография на вилаетите Адрианопол, Монастир и Салоника“, издадена в Константинопол в 1878 година и отразяваща статистиката на населението от 1873 година, Мързен (Mrzen) е посочено като село с 53 домакинства и 232 жители българи. Според статистиката на Васил Кънчов („Македония. Етнография и статистика“) от 1900 година селото има 620 жители, всички българи християни.
В началото на XX век християнското жителите на селото са под върховенството на Българската екзархия. По данни на секретаря на екзархията Димитър Мишев („La Macédoine et sa Population Chrétienne“) през 1905 година в Мързен Ораовец (Mirzen Oraovetz) има 480 българи екзархисти.
При избухването на Балканската война в 1912 година 2 души от Мързен Ораовец са доброволци в Македоно-одринското опълчение. След Междусъюзническата война в 1913 година селото попада в Сърбия.
На етническата си карта от 1927 година Леонард Шулце Йена показва Мързен (Mrzen) като българско християнско село.

## Личности
Родени в Мързен Ораовец
- Илия Антов, български свещеник, заточен в 1901 година след Солунската афера в Бодрум кале[7]
- Стоян Антов (1884 – 1921), български революционер, деец на ВМОРО и ВМРО
- Лазо Колевски (1918 – 1942), югославски партизанин и деец на НОВМ